# Daily Mail
El Daily Mail es un periódico británico, de tamaño tabloide y de tendencia conservadora. Es el segundo periódico más leído en el Reino Unido (detrás de The Sun) con una tirada de casi un millón y medio de ejemplares.[cita requerida]

## Historia
Alfred Harmsworth (Lord Northcliffe) fundó el Daily Mail en mayo de 1896, con el objetivo de llegar a la clase media-baja recién alfabetizada con una publicación de corte sensacionalista. Tras su muerte en 1922, el diario pasó a ser dirigido por su hermano Harold, más tarde conocido como Lord Rothermere. Durante las Guerras de los Bóeres y la Primera Guerra Mundial, el periódico se mostró muy nacionalista y se posicionó a favor de librar ambas guerras.
Para 1899 ya imprimía 500.000 copias cada jornada, mientras que en 1902 se convirtió en el primer diario en tener una circulación superior al millón de ejemplares diarios. Su estilo no tenía precedentes en la prensa británica, al ofrecer noticias en vez de publicidad en primera plana. También dedicó su cobertura a los deportes y las informaciones policiales, generalmente reservadas para revistas especializadas. Los Harmsworth organizaron numerosos concursos, principalmente de aviación, premiando con dinero a quien fuese el primero en cruzar el Canal de la Mancha o que viajara sin escalas entre Londres y Mánchester. Pese a que muchos consideraron la idea «descabellada» (la revista Punch ofreció 10 000 libras al primero que viajara a Marte), ambos premios ya habían sido ganados para 1910.
Durante la Gran Guerra, el diario se mostró bastante crítico con el gobierno de la época por los pobres resultados conseguidos contra los alemanes. Sin embargo, vio su circulación caer estrepitosamente cuando insultó al Ministro de Guerra Lord Kitchener, entonces considerado un héroe, por no enviar suficientes municiones a las trincheras, escándalo que hizo caer al primer ministro Asquith, quien fue sucedido por Lloyd George, el cual también fue criticado por el Mail, aunque de forma menos violenta (Lloyd George le pidió en un principio a Northcliffe que se uniera a su gobierno para evitar aquello).
Cuatro días antes de las elecciones generales de 1924, el periódico publicó la carta Zinoviev, la cual advertía de una inminente revolución comunista, lo cual contribuyó a la derrota del premier laborista Ramsay MacDonald. Pese a ser considerada auténtica por aquel entonces, actualmente se cree que era una falsificación. Durante los años 1930 se mostró por un tiempo cercano a los fascistas británicos de Oswald Mosley y mantuvo una línea editorial favorable a los gobiernos de Hitler y Mussolini. Sin embargo, también cuestionó el expansionismo alemán que gatilló la Segunda Guerra Mundial.
El Daily Mail celebró medio siglo de vida con un banquete en 1946, que tuvo a Winston Churchill como invitado de honor. Durante la década de 1970, el editor David English modernizó el diario, el cual pasó del formato sábana al tabloide en mayo de 1971, luego de absorber su publicación hermana, el tabloide Daily Sketch (comprado por la editorial en 1953). En 1982 lanzó su edición dominical, The Mail on Sunday.
Paul Dacre es el editor actual del diario, habiendo asumido el puesto en 1992. También ha sido director general del grupo editorial desde 1998, luego de la muerte de English.

## Papel político
El Daily Mail es un periódico de línea conservadora, apoyando a los tories en todas las elecciones generales posteriores a la IIGM, a excepción de 2001, cuando apoyó al laborista Tony Blair, pese a que en sus últimos años como primer ministro lo calificó como «deshonesto».
Apoyó la opción de que el Reino Unido saliera de la Unión Europea en el referéndum de junio de 2016. Su cobertura de la campaña le valió un boicot por parte de numerosas compañías que se negaron a hacer publicidad en el diario. También ha publicado artículos favorables hacia líderes euroescépticos, como Nigel Farage o Marine Le Pen.
The Mail on Sunday destaca por tener una línea editorial más moderada, la cual en un principio estaba más cercana al progresismo.

## Críticas
Existen acusaciones de racismo en sus publicaciones. En 2012, en un artículo para The New Yorker, el antiguo reportero Brendan Montague criticó la cobertura de la prensa por emplear términos peyorativos para la raza negra.
En enero de 2017 la Wikipedia en inglés vetó citar la edición física y virtual del Daily Mail por la mala calidad en el reportaje del calentamiento global y otros temas, entre los que se citaba «una mala verificación de hechos, sensacionalismo, y tergiversaciones descaradas» practicados de forma generalizada.

## Escritores famosos
- Nigel Dempster
- Paul Callan